# Piotr Pawlenski
Piotr Andriejewicz Pawlenski (ros. Пётр Андреевич Павленский; ur. 8 marca 1984) – rosyjski artysta.

## Biogram
Urodził się w Leningradzie w 1984, studiował sztukę monumentalną na Akademii Sztuki i Przemysłu im. Alexandra Stieglitza w Petersburgu. Podczas nauki na czwartym roku brał udział w szkoleniu zorganizowanym przez Fundację Kultury i Sztuki Pro Arte (Про Арте) w Petersburgu.
Piotr Pawlenski i Oksana Szałygina (ros. Оксана Шалыгина) w 2012 założyli niezależną gazetę internetową poświęconą sztuce współczesnej w kontekstach politycznych.  14 listopada 2012 Reuters opublikował listę 98 najlepszych zdjęć roku, gdzie znalazła się fotografia Piotra Pawlenskiego z zaszytymi ustami. 
Pawlenski uciekł w grudniu 2016 r., najpierw na Ukrainę, a później do Paryża, gdzie oskarżono go o napaść seksualną na aktorkę, do którego miał się dopuścić wspólnie z Oksana Szałygina . W styczniu 2017 r. zwrócił się o azyl we Francji.

## Kariera
Występy Pawlenskiego wielokrotnie trafiały na pierwsze strony gazet na całym świecie.
Pawlenski, uważany czasami za część trzeciej fali rosyjskiej akcji lub artystę tworzącego sztukę polityczną mówi, że porzucił używanie tych terminów, aby teoretyzować własną praktykę artystyczną, którą nazywa: sztuką podmiotowo-przedmiotową.
Wyjaśnia, że sztuka podmiotowo-przedmiotowa opiera się na „istnieniu władzy jako zjawiska i na interakcji tych, którzy rządzą (podmiotów władzy) z tymi, którzy są rządzeni (obiektami władzy)”. Według niego sztuka podmiotowo-przedmiotowa polega na organizowaniu pewnej kombinacji okoliczności, które zmuszają podmioty władzy do uciekania się do ich władzy autorytetu. W ten sposób realizują ideę artysty „zmuszającą władzę do funkcjonowania poprzez sztukę”. Uważa, że „podmiot w pozycji władzy staje się w ten sposób przedmiotem sztuki, a tym, co przekształca go w przedmiot, jest jego własna władza autorytetu”.
Pawlenski odróżnia także swoją fotograficzną dokumentację wydarzeń od „precedensów”, czyli obrazów obdarzonych wartością estetyczną i tekstów tworzonych przez podmioty władzy podczas procedur administracyjnych i sądowych, które artysta wybiera do wystawy w przestrzeniach artystycznych i publikacji w formie książki.
W latach 2013 i 2015 Pawlenski został wybrany „najbardziej wpływowym artystą w Rosji” przez magazyn Artguide. W maju 2016 r. Fundacja Praw Człowieka przyznała Pawlenskiemu Nagrodę im. Václava Havla za kreatywny sprzeciw. Nagrodę cofnięto wkrótce po tym, jak artysta postanowił zadedykować nagrodę Partyzantom Nadmorskim, grupie sześciu młodych Rosjan walczących z korupcją i przemocą policji, którzy wzięli na siebie odpowiedzialność za zabójstwo dwóch policjantów w obwodzie władywostockim w 2010 r. W 2016 r. magazyn artystyczny The Art Newspaper umieścił go „poza kategorią” w swoim corocznym rankingu najwybitniejszych młodych rosyjskich artystów. Redaktorzy magazynu uzasadnili ten wybór „bezprecedensową popularnością medialną” jego działań i w konsekwencji nazwali go „najsłynniejszym artystą w Rosji w 2016 roku”.

## Wydarzenia
Pierwszy raz artysta stał się znany przez zszycie warg uwięzieniu członkiń rosyjskiej grupy punkowej Pussy Riot. Policja wezwała karetkę i zabrała Pawlenskiego na badanie psychiatryczne, ale psychiatra uznał go za poczytalnego i wypisał wkrótce po incydencie. Artysta oświadczył, że jego intencją było zwrócenie uwagi na traktowanie artystów we współczesnej Rosji.
3 maja 2013 r. Pawlenski zorganizował swoje drugie wydarzenie Subject-Object Art zatytułowane „Carcass”. Jego asystenci przynieśli nagiego artystę owiniętego w wielowarstwowy kokon z drutu kolczastego przed główne wejście do Zgromadzenia Ustawodawczego Sankt Petersburga. Artysta pozostał milczący, leżąc w pozycji półzgiętej wewnątrz piłki, nie reagując na niczyje działania, ale ostatecznie został przekazany policji wraz z innymi nożycami do brydża.
10 listopada 2013 siedząc nago na bruku przed Mauzoleum Lenina na Placu Czerwonym w Moskwie, Piotr Pawlenski przybił przy użyciu gwoździa i młotka swoją mosznę do bruku. Jego wydarzenie zbiegło się z Dniem Policji Rosyjskiej. Kiedy policja przybyła na miejsce, przykryła go kocem, a następnie aresztowała. „Nagi artysta, patrzący na swoje jądra tkwiące w chodniku, jest metaforą apatii, politycznej obojętności i fatalizmu rosyjskiego społeczeństwa” – wyjaśnił Pawlenski w oświadczeniach dla prasy. W rezultacie wszczęto przeciwko niemu śledztwo w sprawie chuligaństwa.
19 października 2014 Pawlenski naciął sobie ucho nożem kuchennym, siedząc nago na dachu Centrum Psychiatrii im. Serbskiego w Moskwie. Jego wydarzenie zostało zainspirowane malarzem Vincentem van Goghiem. Pawlenski wyjaśnił swoje wydarzenie następującymi słowami: „Nóż oddziela płatek ucha od ciała. Betonowa ściana szpitala psychiatrycznego oddziela racjonalne społeczeństwo od irracjonalnych pacjentów”.
9 listopada 2015 Pawlenski oblał główne drzwi Łubianki benzyną i podpalił. Pawlenski został aresztowany trzydzieści sekund później, bez oporu, i oskarżony o wandalizm. Kilka godzin po tym wydarzeniu artystycznym opublikowano wideo wyjaśniające jego znaczenie. Było to jego szóste wydarzenie artystyczne o charakterze podmiotu i przedmiotu, zatytułowane „Zagrożenie”, jak powiedział Pawlenski. Według galerzysty Marata Guelmana, akcja ta jest przykładem „oczywistej symboliki” Pawlenskiego: „Brama Łubianki jest bramą do piekła, wejściem do świata absolutnego zła. A przed piekielnymi płomieniami stoi samotny artysta, czekający na aresztowanie... Sylwetka Pawlenskiego przed płonącymi bramami FSB jest potężnym symbolem współczesnej Rosji, zarówno pod względem politycznym, jak i artystycznym”. W styczniu 2016 r. został przeniesiony przez rosyjskie władze z więzienia do szpitala psychiatrycznego. Swój proces zamienił w wydarzenie, zapraszając prostytutki do złożenia zeznań.
16 października 2017 r., podczas swojego pierwszego wydarzenia artystycznego poza Rosją, Pawlenski został aresztowany w Paryżu po podpaleniu okien na poziomie ulicy w biurze Banku Francji na Place de la Bastille w Paryżu. Został oskarżony o uszkodzenie mienia wraz ze swoją wspólniczką, Oksaną Schalyginą. Pawlenski przeprowadził dwa strajki głodowe w więzieniu, protestując przeciwko „brakowi przejrzystości” w procesie sądowym. 10 stycznia 2019 r. Pawlenski został skazany na trzy lata więzienia; areszt tymczasowy uznano za czas odsiedziany, a pozostałe dwa lata zawieszono. Szałygina został skazany na dwa lata więzienia, z czego 16 miesięcy odbyło się w zawieszeniu. Ponadto skazani zostali zobowiązani do zapłaty Bankowi Francji 18 678 euro odszkodowania za szkody materialne i 3000 euro odszkodowania za szkody moralne. Według gazety Le Matin Pawlenski krzyknął w odpowiedzi po rosyjsku: „Nigdy więcej!”. Pawlenski poświęcił swój proces markizowi de Sade.
W 2020 roku Pavlenski stworzył nowe wydarzenie artystyczne zatytułowane „Pornopolitics”, na potrzeby którego uruchomił stronę internetową reklamowaną jako „pierwsze na świecie źródło pornografii z udziałem wybranych i mianowanych polityków lub urzędników państwowych”. Artysta opublikował intymne filmy i seksualnie sugestywne wiadomości wysłane do kobiety przez posła Paryża i kandydata na burmistrza Benjamin Griveaux. Przed procesem Pavlenski stwierdził, że praca ta była „w całości oparta na interakcji kategorii estetycznych”, w której styl wysoki był zestawiony ze stylem niskim: „To było zasadniczo to samo, co narysowanie portretu polityka, wykonanego zgodnie z zasadami stylu wysokiego i wystawionego na widok publiczny, i dodanie rysunku męskich genitaliów”. Dodał: „Wszystko, co widziałem od czasu, gdy przedstawiłem Pornopolitique publiczności, było w rzeczywistości tylko jednym z wielu epizodów w odwiecznym zderzeniu sztuki z władzą. Jednak fakt, że kategorie estetyczne nadal znaczą tak wiele we współczesnym świecie, jest dla mnie prawdziwym zaskoczeniem”. Następnie Benjamin Griveaux wycofał się z wyścigu o stanowisko burmistrza. Pornopolitique.com został ocenzurowany trzy dni po rozpoczęciu wydarzenia. Podczas rozprawy 28 czerwca 2023 r. Pawlenski zaprosił historyków sztuki do złożenia zeznań na temat swojej pracy, a także aktorów do wykonania Tartuffe'a Moliera. Prokuratura zażądała kary sześciu miesięcy więzienia. Jego prawnik, Yassine Bouzrou, wstawił się za wolnością artystyczną swojego klienta.

## Sprawa z użyciem noża
Pawlenski jest również oskarżony o dźgnięcie nożem dwóch osób na prywatnej imprezie w domu swojego prawnika 31 grudnia 2019 r., co zaprzecza. Poszukiwany przez francuską policję od ponad pięciu tygodni, został aresztowany w Paryżu 15 lutego 2020 r. i przetrzymywany w areszcie do czasu zakończenia śledztwa.
29 sierpnia 2024 r. odbyła się rozprawa sądowa w sprawie z użyciem noża, do której doszło w nocy 1 stycznia 2020 r. Według dziennikarzy gazet Le Parisien i Le Point, Pawlensky wyjaśnił sądowi swoje problemy prawne we Francji, mówiąc, że przyjechał do kraju w 2017 r., ponieważ podziwiał markiza de Sade i uważał go za najwybitniejszego Francuza na świecie. Jednak jego zdaniem Francuzi nie lubią Sade'a, a zatem i jego nie lubią. 3 października 2024 r. odroczono wydanie decyzji: Pawlenskiego uznano za winnego i skazano na rok więzienia, założono mu bransoletkę elektroniczną i orzeczono zakaz noszenia broni przez pięć lat.

## Projekty i wydarzenia
- 2012 – Wydarzenie „Szycie”. Przed katedrą Kazańską w Sankt Petersburgu.
- 2013 – Wydarzenie „Fiksacja”. Plac Czerwony w Moskwie.
- 2013 – Wydarzenie „Tusz”. Przed Pałacem Marynckiego w Sankt Petersburgu.
- 2014 – Wydarzenie „Wolność”. Na małym moście Koniuixennaia.
- 2014 – Wydarzenie „Segregacja”. Na zewnętrznej ścianie Serbskiego Instytutu Psychiatrycznego w Moskwie.
- 2015 – Wydarzenie „Zagrożenie”. Na drzwiach siedziby Federalnej Służby Bezpieczeństwa (Moskwa).[53]
- 2017 – Wydarzenie „Iluminacja”. Na placu Bastylii w Paryżu.
- 2020 – Wydarzenie „Pornopolityka”. Online.

## Wystawy
- 2012: Oculus Two, Fundacja Pro Arte na rzecz Sztuki i Kultury[51].
- 2013: Ghosts of Identity (wystawa sztuki ulicznej zorganizowana przez Propaganda Politica), Państwowe Muzeum Ermitaż[52].
- 2016: The End of the World, Centrum Sztuki Współczesnej Luigi Pecci[53].
- 2017: Art Riot, Galeria Saatchi[54][55]. Wystawę odwiedziło 248 547 osób.[56]
- 2017: Beyond the Pleasure Principle, Zachęta Narodowa Galeria Sztuki[57].
- 2017: Luther and the Avant-Garde, Dawne więzienie w Wittenberdze[58][59].
- 2018: Speaking of a Revolution, Paul Ardenne, 22 Visconti w wystawie[60].
- 2018: 439754, Galerie Pack (numer więzienny w Fleury-Mérogis)[61].
- 2018: My czy chaos, BPS22.[62]
- 2019: Archiwum Piotr Pawlenski, Galerie ART4.[63]
- 2022: Polityka w sztuce, MOCAK (Muzeum Sztuki Współczesnej w Krakowie)[64]. Decyzja o wyborze jego pracy Suture jako materiału promocyjnego wystawy spotkała się z krytyką aktywistów, którzy domagali się zastąpienia jej pracą autorstwa ukraińskiego artysty[65]. Petycja podpisana przez stu ukraińskich i polskich artystów skłoniła dyrektorkę MOCAK-u Marię Annę Potocką do publicznej obrony swojego wyboru: „Dobierając prace na wystawę, szukałam artystów, którzy wypowiadają się na tematy polityczne, a jednocześnie których prace będą miały dużą wartość artystyczną”[66].
- 2022: Pornopolitics and Other Precedents, Londyn. Wystawa, zorganizowana przez organizację a/political, jest wspierana przez kanał dla dorosłych Babestation[67]. Prezentuje „precedensy”, które stanowią teoretyczne ramy sztuki Pawlenskiego[68].
- 2022: Milky Way, Museum of Contemporary Art in Vojvodina[69][70].
- 2023: Someone Gets Rich (Illumination), Tropenmuseum Amsterdam[71][72].
- 2025: Everything is True - Nothing is Permitted, Brutus Art Foundation[73].

## Publikacje
- (fr) Le cas Pavlenski : La politique comme art (tłum. z rosyjskiego Galia Ackerman, pref. Michel Eltchaninoff), Paryż, Louison Editions, 2016, 291 stron (ISBN 979-10-95454-06-9)
- (de) Pjotr Pawlenski Aktionen (tłum. z rosyjskiego), CiconiaXCiconia, 2016, 216 stron (ISBN 978-3-945867-04-4)
- (pl) Pawlenski (tłum. z rosyjskiego), Krytyka Polityczna, 2016, 291 stron (ISBN 978-83-65369-45-1)
- (de) Pawlenski P.A Wladimir Velminski: Gefängnis des ALtäglichen (tłum. z rosyjskiego), Matthis & Seitz, 2016, 135 s. (ISBN 978-3-95757-377-3)
- (ru) Павленский П.А: О русском акционизме, АСТ, 2016, 288 s. (ISBN 978-5-17-094344-9)
- (de) Pjotr Pawlenski: Der bürokratische Krampf und die neue Ökonomie politischer Kunst, Merve, 2016, 127 s. (ISBN 978-3-88396-381-5)
- (it) Nudo con filo spinato (tłum. z rosyjskiego), ilSaggiatore, 2019, 140 s. (ISBN 978-88-428-2530-2)
- Théorème, Paryż, Editions Exils, 2020, 192 s. (ISBN 978-2-914823-13-5)
- (ru) Столкновение, Городец, 2021, 272 s. (ISBN 978-5-907483-05-7)
- (ru) Столкновение, Городец, 2021, 272 s. (ISBN 978-5-907483-05-7)
- (fr) Collision, Do diabła z Vauvertem, 2022, 336 s. (ISBN 979-10-307-0462-4)